# Dance4Life (single)
Dance4Life is een single van Tiësto met vocals van Maxi Jazz, rapper van Faithless. De single werd uitgegeven in het kader van de gelijknamige hiv- en aidsstichting Dance4Life, dat voor betere kennis van hiv en aids strijdt. Tiësto werd in mei dat jaar al ambassadeur van deze organisatie. De opbrengst van de single kwam ten goede aan de projecten STOP AIDS NOW! en MYBODY. Later zal de single wereldwijd uitgebracht worden.
Het nummer werd voor het eerst ten gehore gebracht voor een groot publiek tijdens een verrassingsoptreden van Tiësto op Sensation White, in de nacht van 1 op 2 juli 2006. Internationaal werd het voor het eerste gepresenteerd tijdens de zestiende Internationale Aids Conferentie in Toronto op 13 augustus. Hier trad hij op naast artiesten als Alicia Keys, Cyndi Lauper en Pink en sprekers Bill Gates, Bill Clinton en Kofi Annan. Een dag later werd de single door Giel Beelen voor het eerst op de radio gedraaid.
De single kwam in week 33 op plaats 13 de Tipparade binnen en op plaats 49 de Mega Top 50. Een week later werd Dance4Life uitgeroepen tot Dancesmash bij Radio 538, Megahit bij 3FM en GrandSlam bij Slam!FM. Dankzij zeer hoge airplay belandde het nummer als hoogste binnenkomer op nummer 21 in de Nederlandse Top 40. In de Mega Top 50 steeg de single diezelfde week door naar nummer 3, wat een week later in de Top 40 gebeurde. Uiteindelijk steeg de single in de Mega Top 50 door naar nummer 2, in de Top 40 bleef hij steken op 3.
Het nummer wordt afgesloten met de woorden HIV/aids is lethal (hiv/aids is dodelijk).

## Tracklisting
1. "Dance4Life" (Radio Edit) - 3:34
2. "Dance4Life" (12" Mix) - 7:41

## Hitlijsten
| Dance4Life in de Nederlandse Top 40 - binnen: 26 augustus 2006 | Dance4Life in de Nederlandse Top 40 - binnen: 26 augustus 2006 | Dance4Life in de Nederlandse Top 40 - binnen: 26 augustus 2006 | Dance4Life in de Nederlandse Top 40 - binnen: 26 augustus 2006 | Dance4Life in de Nederlandse Top 40 - binnen: 26 augustus 2006 | Dance4Life in de Nederlandse Top 40 - binnen: 26 augustus 2006 | Dance4Life in de Nederlandse Top 40 - binnen: 26 augustus 2006 | Dance4Life in de Nederlandse Top 40 - binnen: 26 augustus 2006 | Dance4Life in de Nederlandse Top 40 - binnen: 26 augustus 2006 | Dance4Life in de Nederlandse Top 40 - binnen: 26 augustus 2006 | Dance4Life in de Nederlandse Top 40 - binnen: 26 augustus 2006 | Dance4Life in de Nederlandse Top 40 - binnen: 26 augustus 2006 | Dance4Life in de Nederlandse Top 40 - binnen: 26 augustus 2006 | Dance4Life in de Nederlandse Top 40 - binnen: 26 augustus 2006 | Dance4Life in de Nederlandse Top 40 - binnen: 26 augustus 2006 | Dance4Life in de Nederlandse Top 40 - binnen: 26 augustus 2006 | Dance4Life in de Nederlandse Top 40 - binnen: 26 augustus 2006 | Dance4Life in de Nederlandse Top 40 - binnen: 26 augustus 2006 | Dance4Life in de Nederlandse Top 40 - binnen: 26 augustus 2006 | Dance4Life in de Nederlandse Top 40 - binnen: 26 augustus 2006 | Dance4Life in de Nederlandse Top 40 - binnen: 26 augustus 2006 | Dance4Life in de Nederlandse Top 40 - binnen: 26 augustus 2006 | Dance4Life in de Nederlandse Top 40 - binnen: 26 augustus 2006 | Dance4Life in de Nederlandse Top 40 - binnen: 26 augustus 2006 |
| Week                                                           | 1                                                              | 2                                                              | 3                                                              | 4                                                              | 5                                                              | 6                                                              | 7                                                              | 8                                                              | 9                                                              | 10                                                             | 11                                                             | 12                                                             | 13                                                             | 14                                                             | 15                                                             | 16                                                             | 17                                                             | 18                                                             | 19                                                             | 20                                                             | 21                                                             | 22                                                             |                                                                |
| -------------------------------------------------------------- | -------------------------------------------------------------- | -------------------------------------------------------------- | -------------------------------------------------------------- | -------------------------------------------------------------- | -------------------------------------------------------------- | -------------------------------------------------------------- | -------------------------------------------------------------- | -------------------------------------------------------------- | -------------------------------------------------------------- | -------------------------------------------------------------- | -------------------------------------------------------------- | -------------------------------------------------------------- | -------------------------------------------------------------- | -------------------------------------------------------------- | -------------------------------------------------------------- | -------------------------------------------------------------- | -------------------------------------------------------------- | -------------------------------------------------------------- | -------------------------------------------------------------- | -------------------------------------------------------------- | -------------------------------------------------------------- | -------------------------------------------------------------- | -------------------------------------------------------------- |
| Nummer                                                         | 21                                                             | 3                                                              | 3                                                              | 3                                                              | 3                                                              | 3                                                              | 5                                                              | 8                                                              | 8                                                              | 8                                                              | 8                                                              | 8                                                              | 15                                                             | 17                                                             | 19                                                             | 22                                                             | 23                                                             | 23                                                             | 24                                                             | 31                                                             | 31                                                             | 33                                                             | Uit                                                            |

| Dance4Life in de Ultratop 50 - binnen: 2 september 2006 | Dance4Life in de Ultratop 50 - binnen: 2 september 2006 | Dance4Life in de Ultratop 50 - binnen: 2 september 2006 | Dance4Life in de Ultratop 50 - binnen: 2 september 2006 | Dance4Life in de Ultratop 50 - binnen: 2 september 2006 | Dance4Life in de Ultratop 50 - binnen: 2 september 2006 | Dance4Life in de Ultratop 50 - binnen: 2 september 2006 | Dance4Life in de Ultratop 50 - binnen: 2 september 2006 | Dance4Life in de Ultratop 50 - binnen: 2 september 2006 | Dance4Life in de Ultratop 50 - binnen: 2 september 2006 | Dance4Life in de Ultratop 50 - binnen: 2 september 2006 | Dance4Life in de Ultratop 50 - binnen: 2 september 2006 | Dance4Life in de Ultratop 50 - binnen: 2 september 2006 | Dance4Life in de Ultratop 50 - binnen: 2 september 2006 | Dance4Life in de Ultratop 50 - binnen: 2 september 2006 | Dance4Life in de Ultratop 50 - binnen: 2 september 2006 | Dance4Life in de Ultratop 50 - binnen: 2 september 2006 | Dance4Life in de Ultratop 50 - binnen: 2 september 2006 | Dance4Life in de Ultratop 50 - binnen: 2 september 2006 | Dance4Life in de Ultratop 50 - binnen: 2 september 2006 | Dance4Life in de Ultratop 50 - binnen: 2 september 2006 | Dance4Life in de Ultratop 50 - binnen: 2 september 2006 |
| Week                                                    | 1                                                       | 2                                                       | 3                                                       | 4                                                       | 5                                                       | 6                                                       | 7                                                       | 8                                                       | 9                                                       | 10                                                      | 11                                                      | 12                                                      | 13                                                      | 14                                                      | 15                                                      | 16                                                      | 17                                                      | 18                                                      | 19                                                      | 20                                                      |                                                         |
| ------------------------------------------------------- | ------------------------------------------------------- | ------------------------------------------------------- | ------------------------------------------------------- | ------------------------------------------------------- | ------------------------------------------------------- | ------------------------------------------------------- | ------------------------------------------------------- | ------------------------------------------------------- | ------------------------------------------------------- | ------------------------------------------------------- | ------------------------------------------------------- | ------------------------------------------------------- | ------------------------------------------------------- | ------------------------------------------------------- | ------------------------------------------------------- | ------------------------------------------------------- | ------------------------------------------------------- | ------------------------------------------------------- | ------------------------------------------------------- | ------------------------------------------------------- | ------------------------------------------------------- |
| Nummer                                                  | 30                                                      | 18                                                      | 13                                                      | 8                                                       | 6                                                       | 5                                                       | 5                                                       | 6                                                       | 7                                                       | 8                                                       | 8                                                       | 9                                                       | 13                                                      | 19                                                      | 29                                                      | 31                                                      | 33                                                      | 46                                                      | 46                                                      | 45                                                      | Uit                                                     |